# Bismarckstraße (Karlsruhe)
Die Bismarckstraße in Karlsruhe ist eine Innenstadtstraße, die als Teilstück der früheren Grünwinkeler Allee zum sogenannten Karlsruher Fächer gehört.

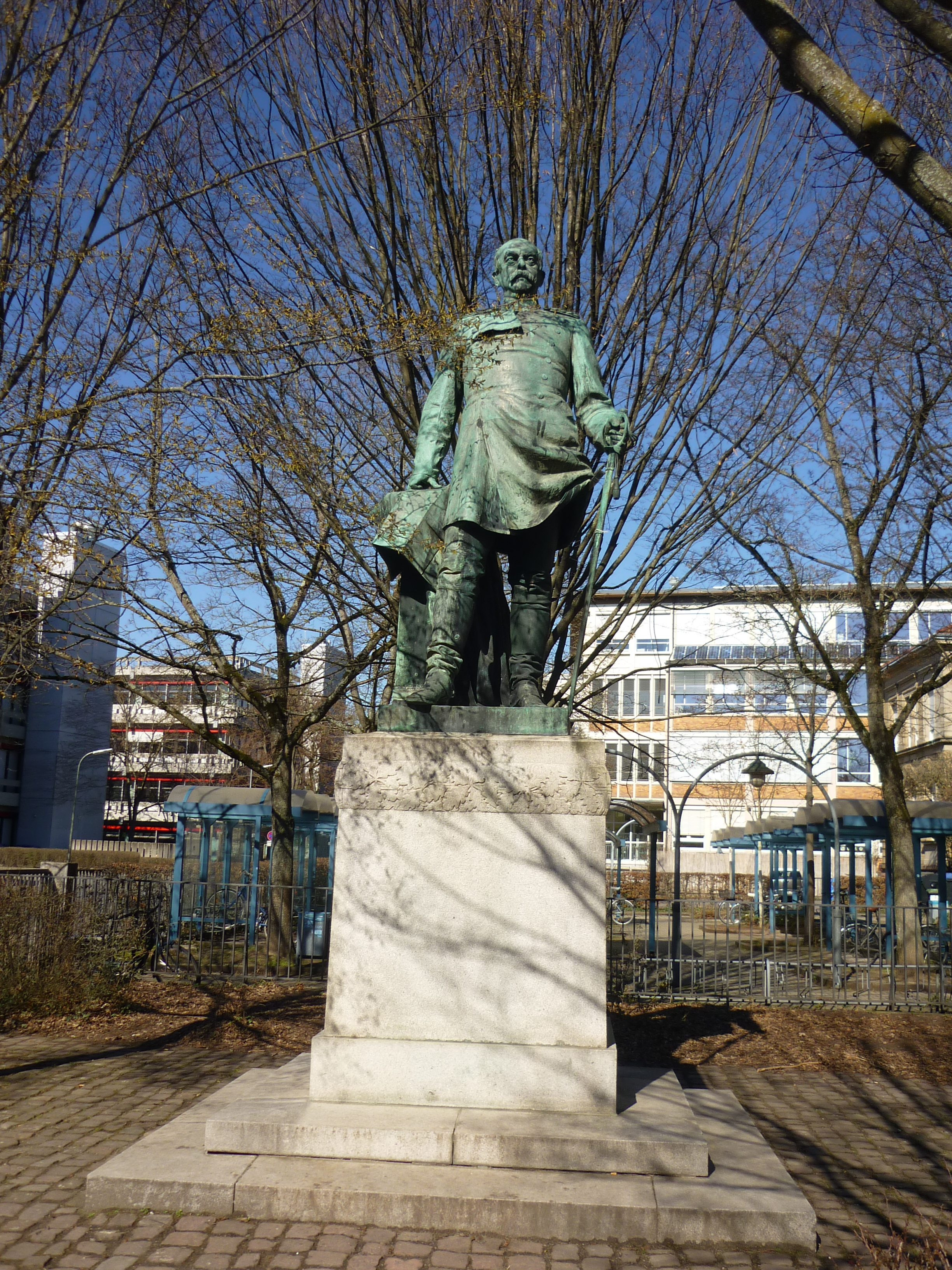
Bismarck-Denkmal in Karlsruhe

Sie verläuft von der Hans-Thoma-Straße in Richtung Westen und geht an der Reinhold-Frank-Straße (früher Westendstraße) in die Hoffstraße über. An der Ecke zur Seminarstraße steht das 1952 vom Festplatz hierher versetzte Bismarck-Denkmal. Haus Nr. 2 war das ehemalige Palais von Werder (später Erbgesundheitsgericht), dessen Kriegsruine 1954 beseitigt wurde.

## Bebauung

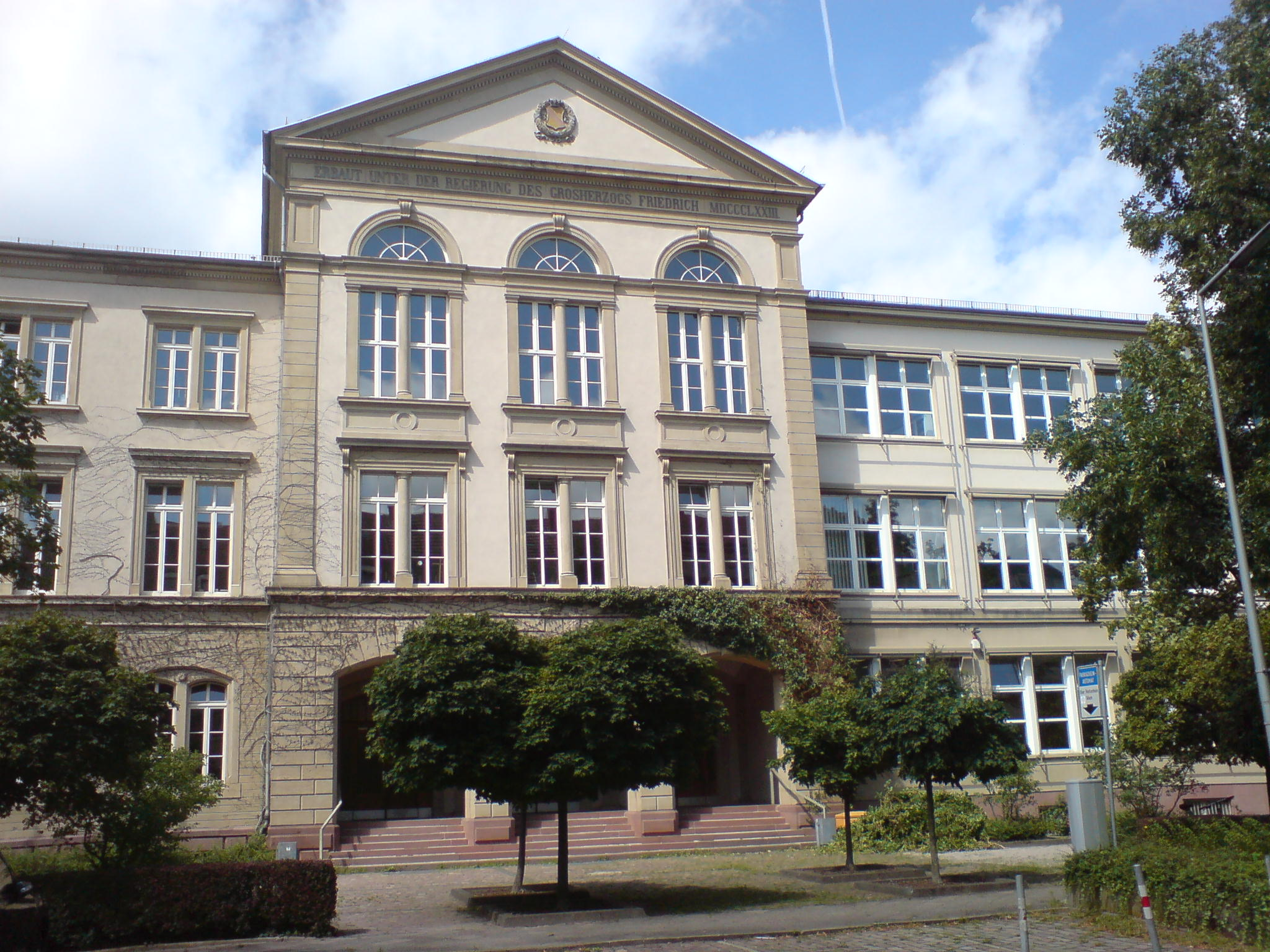
Bismarck-Gymnasium
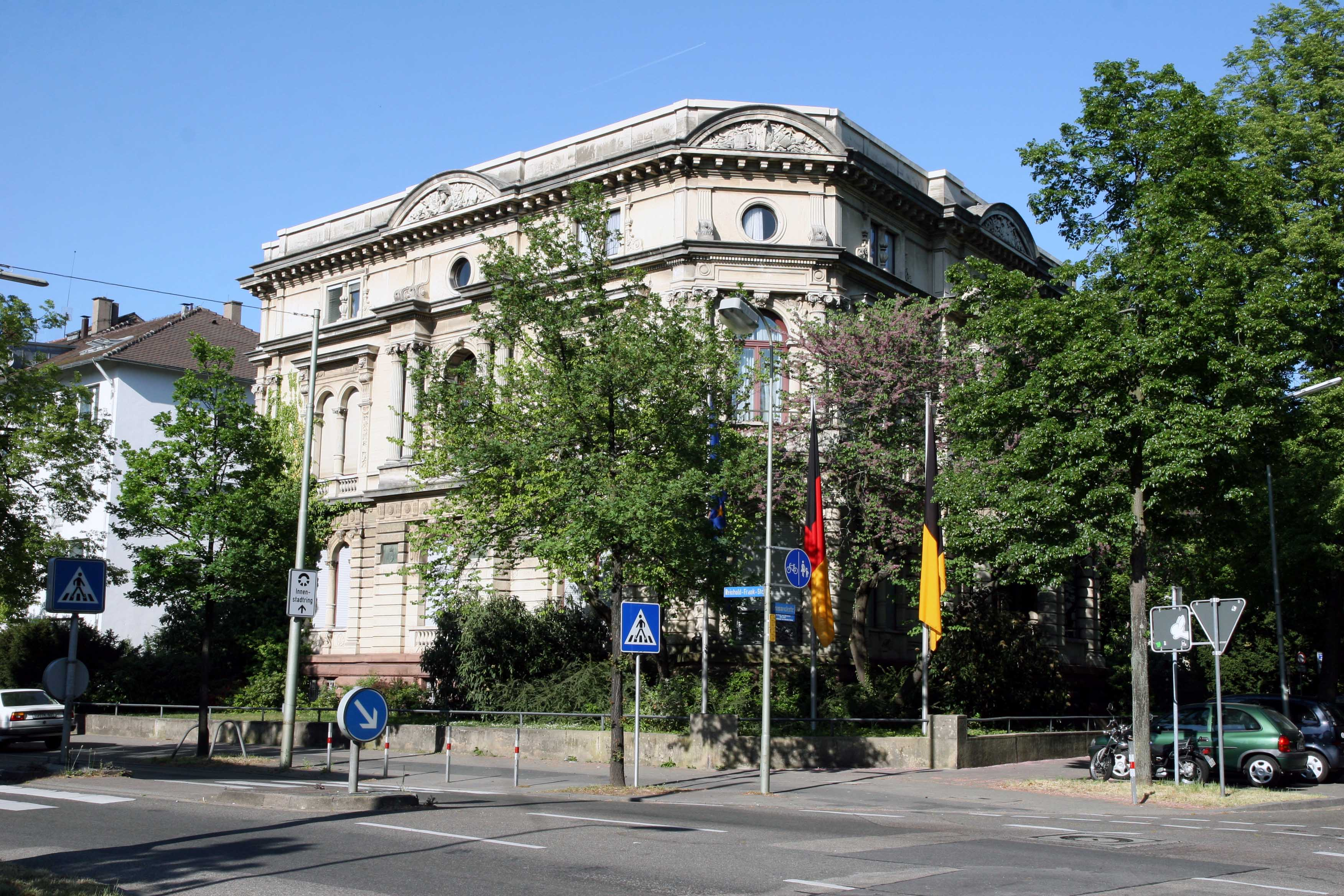
Haus Solms

Auf der südlichen Straßenseite befindet sich ganz überwiegend Wohnbebauung. Neben einem Hotel und einzelnen Geschäften finden sich in der Karlsruher Bismarckstraße auch die Pädagogische Hochschule, das Staatliche Seminar für Schulpädagogik und das altsprachliche Bismarck-Gymnasium.
Besondere Erwähnung verdient Haus Solms (Nr. 22–24), ein gründerzeitliches Palais, heute Gästehaus der Stadt Karlsruhe. Im Haus Bismarckstraße 73 wohnte der spätere Mannheimer Landgerichtspräsident Heinrich Wetzlar, der 1933 wegen seiner jüdischen Abstammung aus dem Amt vertrieben wurde und 1943 in Theresienstadt verstarb.
Bemerkenswert sind außerdem der Bildhauergarten, der zur Staatlichen Akademie der Bildenden Künste gehört, in der Bismarckstraße 67, sowie, mit der Hausnummer 83, das sogenannte Logenhaus. Hier residieren vier Freimaurerlogen unter einem Dach. Der Ankauf erfolgte 1955, ein Jahr später wurde auf dem Terrain des ehemaligen Hinterhauses der Grundstein für einen Tempel gelegt, der 1957 eingeweiht wurde. Das Logenhaus ist, außer während kultureller Veranstaltungen, für die Öffentlichkeit nicht zugänglich.